# Episodi di MobLand
La prima stagione della serie televisiva MobLand, composta da dieci episodi, è stata resa disponibile sul servizio streaming Paramount+ dal 30 marzo al 1º giugno 2025.
In Italia la stagione è stata pubblicata su Paramount+ dal 30 maggio al 18 luglio 2025.
| nº | Titolo               | Pubblicazione USA | Pubblicazione Italia |
| -- | -------------------- | ----------------- | -------------------- |
| 1  | Stick or Twist       | 30 marzo 2025     | 30 maggio 2025       |
| 2  | Jigsaw Puzzle        | 6 aprile 2025     | 30 maggio 2025       |
| 3  | Plan B               | 13 aprile 2025    | 30 maggio 2025       |
| 4  | Rat Trap             | 20 aprile 2025    | 6 giugno 2025        |
| 5  | Funeral for a Friend | 27 aprile 2025    | 13 giugno 2025       |
| 6  | Antwerp Blues        | 4 maggio 2025     | 20 giugno 2025       |
| 7  | The Crossroads       | 11 maggio 2025    | 27 giugno 2025       |
| 8  | Helter Skelter       | 18 maggio 2025    | 4 luglio 2025        |
| 9  | Beggars Banquet      | 25 maggio 2025    | 11 luglio 2025       |
| 10 | The Beast in Me      | 1º giugno 2025    | 18 luglio 2025       |

## Stick or Twist
- Diretto da: Guy Ritchie
- Scritto da: Ronan Bennett e Jez Butterworth

### Trama
Harry Da Souza, un faccendiere della famiglia mafiosa Harrigan guidata da Conrad e sua moglie Maeve, media la pace tra due boss mafiosi affiliati agli Harrigan. Quando si scopre che stavano derubando Conrad, entrambi vengono giustiziati insieme alle loro bande. Nel frattempo, Eddie, lo sconsiderato nipote di Conrad, si imbarca in una notte di spaccio di droga con Tommy Stevenson, figlio del boss rivale Richie Stevenson, e due amici. Eddie accoltella un uomo, Hughie Campbell, in un locale, scatenando il panico. Harry viene chiamato da Kevin e Bella, i genitori di Eddie, per risolvere il problema. Intimidisce il proprietario del locale, Valjon, costringendolo a cancellare i filmati delle telecamere a circuito chiuso, mette a tacere Hughie in ospedale e si sbarazza dei vestiti di Eddie. Tornato a casa, Harry trova sua moglie Jan che inizia la terapia e fa amicizia con una donna di nome Alice. La tensione aumenta quando Tommy scompare e Richie, sapendo che Eddie era con lui, esige risposte. Eddie nega il suo coinvolgimento. Durante un incontro tra famiglie, Harry si assicura 24 ore per indagare mentre la sua squadra, Zosia e Kiko, attende impaziente. Maeve e Conrad interrompono un attentato a Richie. Quella notte, Conrad convoca i figli Archie e O'Hara per annunciare l'ingresso nel business del fentanyl degli Stevenson. Quando il consulente Archie si oppone, Maeve denuncia il suo presunto tradimento, spingendo Conrad a ucciderlo.
- Altri interpreti: Geoff Bell (Richie Stevenson), Annie Cooper (Vron Stevenson), Antonio González Guerrero (Kiko), Alex Jennings (Archie Hammond), Emily Barber (Alice), Tim Delap (sergente Liam Cross), Lisa Dwan (O'Hara Delaney), Tommy Flanagan (Moody), Emmett J. Scanlan (Paul), Sam Melvin (Davy Long Arm), Dean Ashton (Davy Short Arm), Lydia Bakelmun (Sahra terapista), Peter Ferdinando (Valjon), Felix Edwards (Tommy Stevenson), Jake Dove (Alfie King), Lucas Ely (Jack 'Mink' Borsay), Ethan Moorhouse (Hughie), Shahzad Ali (ragazzo al nightclub), Dhanushka Anson (dott.ssa Veena Mistry), Dritan Kastrati (Charlie Sweet), Arnold Oceng (Olie Donker), Bradley Turner (Freddie Shaw), Teddie Allen (Gina Da Souza), Roger Nevares (José), Fuen Vera (Ana), Mateo Campos-Moreno (Santiago), Antonia Turrent (Lua), Rachel Spence (Debbie), Andrea Kristina (Sylvia), Emily Shaw (Monica), Jim Conway (Pete), Christopher Sciueref (Costa Lazarou), Jem Kai Olsen (Mehmet Dogan).

## Jigsaw Puzzle
- Diretto da: Guy Ritchie
- Scritto da: Ronan Bennett e Jez Butterworth

### Trama
Harry si sbarazza del corpo di Archie mentre Kevin racconta i tumulti della notte. Conrad e Maeve ribadiscono il loro piano per prendere il controllo del traffico di fentanyl degli Stevenson. La mattina dopo, Harry viene arrestato, tradito da qualcuno all'interno della cerchia degli Harrigan. L'agente Fisk fa pressione su di lui affinché tradisca la famiglia, ma l'avvocato O'Hara ottiene il suo rilascio. Nel frattempo, Richie chiede di interrogare Eddie, costringendo Kevin a trasferirlo nella tenuta degli Harrigan nelle Cotswolds. Zosia e Kiko scortano Eddie, respingendo l'imboscata di Richie durante il tragitto. Brendan propone un'alleanza commerciale a Seraphina, ma lei lo rifiuta, citando la sua incompetenza. Harry inizia a sospettare che Archie possa essere stato un informatore della polizia, spingendo Conrad ad affidargli il compito di scoprire la verità. Contemporaneamente, Bella organizza segretamente un incontro tra suo padre, Lord Pennock, e il suo losco contatto Antoine, sperando di sfruttare l'influenza governativa di Pennock. Richie ricatta Harry minacciando la sicurezza di Gina, cercando di scoprire dove si trovi Tommy. Jan pensa di divorziare da Harry, mentre Bella chiede il suo aiuto per manipolare suo padre. Maeve continua a manipolare emotivamente Eddie. Harry alla fine rintraccia gli amici di Eddie, scoprendo il legame tra Eddie e Valjon. Affrontando Valjon, Harry estorce una confessione, che porta al ritrovamento del corpo mutilato di Tommy nascosto nel baule di un club.
- Altri interpreti: Geoff Bell (Richie Stevenson), Annie Cooper (Vron Stevenson), Antonio González Guerrero (Kiko), Alex Jennings (Archie Hammond), Luke Mably (sergente Ivan Fisk), Gemma Knight Jones (ispettrice Mukasa), Lisa Dwan (O'Hara Delaney), Emmett J. Scanlan (Paul), Sam Melvin (Davy Long Arm), Dean Ashton (Davy Short Arm), Jimmy Walker (Everett), Peter Ferdinando (Valjon), Jakob James Smith (Harry da giovane), Jack Rowan (Kevin da giovane), Grégoire Colin (Antoine Arloud), Steven Pacey (Lord Pennock), Jake Dove (Alfie King), Lucas Ely (Jack 'Mink' Borsay), Dritan Kastrati (Charlie Sweet), Arnold Oceng (Olie Donker), Bradley Turner (Freddie Shaw), Teddie Allen (Gina Da Souza), Tega Alexander (Charlie gioielliere).

## Plan B
- Diretto da: Anthony Byrne
- Scritto da: Ronan Bennett e Jez Butterworth

### Trama
Una bomba esplode a casa di Kevin, costringendo Harry a nascondere Jan e Gina dal suo "amico" Mike, indebitato. Harry respinge due degli scagnozzi di Richie, Freddie e Ollie, prima di incontrare Kevin ed Eddie in un cantiere navale segreto, inseguiti dal sergente Fisk e da Mukasa. Affrontano Eddie con un Valjon insanguinato, rivelando il ruolo di Eddie nell'omicidio di Tommy e il suo pagamento di 10.000 sterline a Valjon per lo smaltimento del corpo di Tommy. Kevin informa Conrad e Maeve, che, a sorpresa, non puniscono Eddie. Decidono invece che Harry dovrà occuparsi delle conseguenze, pianificando di uccidere la moglie di Richie, Vron, e Richie stesso, se necessario. Con l'aiuto di Kevin, Harry perde le tracce della polizia e mantiene una promessa fatta a Jan assicurando un posto in una casa di cura per la madre di un aiutante. Lì, riconosce Rusby, un ex agente penitenziario che ha abusato di lui e Kevin da giovani. Harry e Kevin costringono Valjon ad assumersi la colpa della morte di Tommy, minacciando i figli per assicurarsi che lui obbedisca. Richie sembra convinto dalla confessione di Valjon, ma continua a torturarlo. Nel frattempo, Bella chiede di nuovo aiuto in privato a Harry dopo che l'incontro di suo padre con Antoine va male. La polizia, guidata dal sergente Fisk, scopre il corpo di Archie in seguito a un'altra soffiata anonima.
- Altri interpreti: Geoff Bell (Richie Stevenson), Antonio González Guerrero (Kiko), Alex Jennings (Archie Hammond), Nigel Lindsay (Alan Rusby), Luke Mably (sergente Ivan Fisk), Gemma Knight Jones (ispettrice Mukasa), Tommy Flanagan (Moody), Emmett J. Scanlan (Paul), Sam Melvin (Davy Long Arm), Dean Ashton (Davy Short Arm), Florian Rafuna (Darren Guthrie), Jude Monk McGowan (Tim Ellis), Peter Ferdinando (Valjon), Jakob James Smith (Harry da giovane), Grégoire Colin (Antoine Arloud), Steven Pacey (Lord Pennock), Ellen Costa (Maria), Holly Atkins (Christine, direttrice della casa di riposo), Phoebe Douglas (assistente sanitario), Arnold Oceng (Olie Donker), Bradley Turner (Freddie Shaw), Teddie Allen (Gina Da Souza), Ben Jones (Mike, proprietario della casa galleggiante), Maureen Bennett (Joanne Rusby), Jay McDonald (Screw), James Clay (ispettore Brandon), James Fisher (sergente Griffin), Claudia Winkleman (presentatrice radiofonica).

## Rat Trap
- Diretto da: Anthony Byrne
- Scritto da: Ronan Bennett e Jez Butterworth

### Trama
- Altri interpreti: Geoff Bell (Richie Stevenson), Nigel Lindsay (Alan Rusby), Emily Barber (Alice), Luke Mably (sergente Ivan Fisk), Gemma Knight Jones (ispettrice Mukasa), Emmett J. Scanlan (Paul), Lia Williams (Emily Gutwell), Peter Ferdinando (Valjon), Jack Rowan (Kevin da giovane), Grégoire Colin (Antoine Arloud, voce), Arnold Oceng (Olie Donker), Teddie Allen (Gina Da Souza), Alex Fine (Donnie), Jay McDonald (Screw), Catherine Skinner (proprietaria della barca).

## Funeral for a Friend
- Diretto da: Daniel Syrkin
- Scritto da: Ronan Bennett e Jez Butterworth

### Trama
- Altri interpreti: Annie Cooper (Vron Stevenson), Nigel Lindsay (Alan Rusby), Emily Barber (Alice), Luke Mably (sergente Ivan Fisk), Gemma Knight Jones (ispettrice Mukasa), Emmett J. Scanlan (Paul), Sam Melvin (Davy Long Arm), Dean Ashton (Davy Short Arm), Jimmy Walker (Everett), Jack Rowan (Kevin da giovane), Dritan Kastrati (Charlie Sweet), Arnold Oceng (Olie Donker), Bradley Turner (Freddie Shaw), Teddie Allen (Gina Da Souza), Tega Alexander (Charlie, gioielliere), Jay McDonald (Screw), James Clay (ispettore Brandon).

## Antwerp Blues
- Diretto da: Daniel Syrkin
- Scritto da: Ronan Bennett e Jez Butterworth

### Trama
- Altri interpreti: Antonio González Guerrero (Kiko), Emily Barber (Alice), Luke Mably (sergente Ivan Fisk), Gemma Knight Jones (ispettrice Mukasa), Lisa Dwan (O'Hara Delaney), Emmett J. Scanlan (Paul), Sam Melvin (Davy Long Arm), Dean Ashton (Davy Short Arm), Jimmy Walker (Everett), Arnold Oceng (Olie Donker), Bradley Turner (Freddie Shaw), Teddie Allen (Gina Da Souza), Paul Mushumani (Samuel), Alex Skarbek (Alphonse), Jack Klaff (Sig. Leonard), Daniel De Bourg (Lorenzo), Alex Fine (Donnie), Paul Casar (sorvegliante), Alice Dardenne (cameriera), Robert Finlayson (venditore).

## The Crossroads
- Diretto da: Lawrence Gough
- Scritto da: Ronan Bennett e Jez Butterworth

### Trama
- Altri interpreti: Nigel Lindsay (Alan Rusby), Emily Barber (Alice), Luke Mably (sergente Ivan Fisk), Gemma Knight Jones (ispettrice Mukasa), Lisa Dwan (O'Hara Delaney), Emmett J. Scanlan (Paul), Dean Ashton (Davy Short Arm), Jack Rowan (Kevin da giovane), Grégoire Colin (Antoine Arloud), Ellen Costa (Maria), Teddie Allen (Gina Da Souza), Paul Mushumani (Samuel), Jack Klaff (sig. Leonard), Daniel De Bourg (Lorenzo), Alex Fine (Donnie), Jay McDonald (Screw), Robert Finlayson (venditore), John King (assistente di volo), Bernard Gallant (Braam), Chiraz Aich (Lottie), Milton Lopes (autista), Juan Hernandez (Shotgun), Elijah Braik (El Youfsi).

## Helter Skelter
- Diretto da: Lawrence Gough
- Scritto da: Ronan Bennett e Jez Butterworth

### Trama
- Altri interpreti: Antonio González Guerrero (Kiko), Emily Barber (Alice), Luke Mably (sergente Ivan Fisk), Gemma Knight Jones (ispettrice Mukasa), Phoebe Douglas (assistente sanitaria), Dritan Kastrati (Charlie Sweet), Arnold Oceng (Olie Donker), Bradley Turner (Freddie Shaw), Teddie Allen (Gina Da Souza), Alex Fine (Donnie), Maureen Bennett (Joanne Rusby), James Clay (ispettore Brandon), James Fisher (sergente Griffin), Milton Lopes (autista), Juan Hernandez (Shotgun).

## Beggars Banquet
- Diretto da: Anthony Byrne
- Scritto da: Ronan Bennett e Jez Butterworth

### Trama
- Altri interpreti: Nigel Lindsay (Alan Rusby), Emily Barber (Alice), Lisa Dwan (O'Hara Delaney), Emmett J. Scanlan (Paul), Sam Melvin (Davy Long Arm), Dean Ashton (Davy Short Arm), Jimmy Walker (Everett), Jack Rowan (Kevin da giovane), Grégoire Colin (Antoine Arloud), Steven Pacey (Lord Pennock), Teddie Allen (Gina Da Souza), Jay McDonald (Screw), James Clay (ispettore Brandon), James Fisher (sergente Griffin), Milton Lopes (autista), Robert Dukes (Keith il barista), Juan Hernandez (Shotgun), Patrick Williams (portiere), Natalie Cousteau (ministra dell'interno).

## The Beast in Me
- Diretto da: Anthony Byrne
- Scritto da: Ronan Bennett e Jez Butterworth

### Trama
- Altri interpreti: Antonio González Guerrero (Kiko), Nigel Lindsay (Alan Rusby), Emily Barber (Alice), Lisa Dwan (O'Hara Delaney), Emmett J. Scanlan (Paul), Steven Pacey (Lord Pennock), Dritan Kastrati (Charlie Sweet), Arnold Oceng (Olie Donker), Teddie Allen (Gina Da Souza).